# Mawab
Mawab (Bayan ng Mawab) är en kommun i Filippinerna. Kommunen tillhör Composteladalen och ligger på ön Mindanao. Folkmängden uppgår till 32 003 invånare.
Mawab är indelat i 11 barangayer.